# September (Earth, Wind & Fire)
September è un singolo del gruppo musicale statunitense Earth, Wind & Fire, scritto da Maurice White e Allee Willis, pubblicato il 18 novembre 1978 ed è presente come settimo estratto dell'album The Best of Earth, Wind & Fire, Vol. 1. Il singolo ha raggiunto la prima posizione nella classifica statunitense dei singoli R&B, l'ottava posizione nella classifica Billboard Hot 100 e la terza posizione nella classifica inglese Official Singles Chart.

## Certificazioni
La canzone è stata certificata disco d'argento dalla British Phonographic Industry e certificata disco d'oro negli Stati Uniti.

## Altre versioni
- Nel 1998 il bassista jazz Brian Bromberg ha eseguito una versione della canzone, per la maggior parte strumentale, nell'album You Know That Feeling.
- Nel 2001 è stata eseguita un'altra versione della canzone dai cantanti statunitensi Sisqó e Vitamin C. La versione è stata riprodotta durante i titoli di coda del film Get Over It.
- Nel 2007 il musicista e cantante statunitense Kirk Franklin ha eseguito una versione gospel della canzone nell'album tributo Interpretations: Celebrating The Music Of Earth, Wind & Fire.
- Nel 2007 il cantante francese Christophe Willem ha registrato la canzone per il film Disco.
- Nel 2018 la cantante americana Taylor Swift la ha eseguita e pubblicata negli Spotify Singles

### Remix
- Nel 1998 il DJ italiano X-Treme ha registrato un remix della canzone, ed è presente nel suo omonimo album X-Treme.
- Nel 1999 la canzone è stata remixata dal duo inglese Phats & Small rinominandola in "September 99".
- September (Eric Kupper Radio Mix) pubblicata il 17 settembre 2020.[10]

## Apparizioni in altri media
- La canzone è stata utilizzata in alcuni film, come The Ringer - L'imbucato, I sapori della vita, L'amore secondo Dan, Lost & Found, Get Over It, Una notte al museo e Last Vegas.
- La canzone è stata riprodotta durante i titoli di apertura del film del 2011 Quasi Amici
- Il remix "September 99" è riprodotto nel night club giapponese nel film Babel.
- La canzone è stata utilizzata come colonna sonora per la drammatizzazione giapponese Zoku-Heisei Meotojawan del 2002.
- La canzone è stata utilizzata nella serie televisiva animata I Griffin nella undicesima stagione durante l'episodio Gli eterni secondi. La scena mostra Stewie in un casinò di Las Vegas.
- La canzone è stata utilizzata nella serie televisiva animata The Cleveland Show nella prima stagione durante l'episodio Il testimone.
- La canzone è stata utilizzata nella serie televisiva animata American Dad! nella seconda stagione durante l'undicesimo episodio Finanza coi lupi.
- La canzone è stata utilizzata nella serie televisiva statunitense Chuck.
- La canzone è stata utilizzata nella serie televisiva Scorpion.
- Il brano è stato utilizzato in alcuni videogiochi come Dance Dance Revolution Universe per Xbox 360; una versione simile è utilizzata anche su Elite Beat Agents per Nintendo DS e su Wii Music e Just Dance 2017 per Wii.
- La canzone è stata utilizzata come colonna sonora per la campagna elettorale di Al Gore durante le elezioni presidenziali negli Stati Uniti d'America del 2000.
- La canzone è stata utilizzata in una pubblicità della catena di fast food Subway.
- La canzone è stata la sigla del programma di Italia 1 Matricole & Meteore.
- La canzone è stata utilizzata nell'ultima scena dell'ultima puntata di The Mentalist
- La canzone è stata utilizzata in diversi momenti e nel trailer del film "Il mio amico robot" di Pablo Berger

## Classifiche
| Classifica (1978)                            | Posizione massima |
| -------------------------------------------- | ----------------- |
| Australia (ARIA)                             | 12                |
| Belgio (Ultratop)                            | 19                |
| Canada (RPM)                                 | 10                |
| Germania (Media Control Charts)              | 20                |
| Inghilterra (Official Singles Chart)         | 3                 |
| Italia (FIMI)                                | 43                |
| Irlanda (IRMA)                               | 8                 |
| Nuova Zelanda (The Official NZ Music Charts) | 12                |
| Norvegia (VG-lista)                          | 6                 |
| Paesi Bassi (Dutch Top 40)                   | 18                |
| Stati Uniti (Billboard Hot 100)              | 8                 |
| Stati Uniti (Billboard Hot Soul Singles)     | 1                 |

## Hit Parade Italia

### Classifiche settimanali
| Classifica (1979) | Posizione massima |
| ----------------- | ----------------- |
| Italia            | 6                 |

### Classifiche di fine anno
| Classifica (1979) | Posizione |
| ----------------- | --------- |
| Italia            | 51        |